# Tawny Gap
Tawny Gap (englisch für Rötlich-Gelbbraune Lücke) ist ein niedriger Gebirgspass auf Südgeorgien. Er führt von einer kleinen Bucht unmittelbar südlich des Wales Head zum Kopfende des Eisfjords.
Der South Georgia Survey kartierte ihn während seiner von 1951 bis 1957 dauernden Vermessungskampagne. Das UK Antarctic Place-Names Committee gab ihm 1958 seinen deskriptiven Namen in Anlehnung an die Farbgebung durch die hier anzutreffende Vegetation.